# Gonatodes annularis
Gonatodes annularis este o specie de șopârle din genul Gonatodes, familia Gekkonidae, descrisă de Boulenger 1887. Conform Catalogue of Life specia Gonatodes annularis nu are subspecii cunoscute.

## Galerie

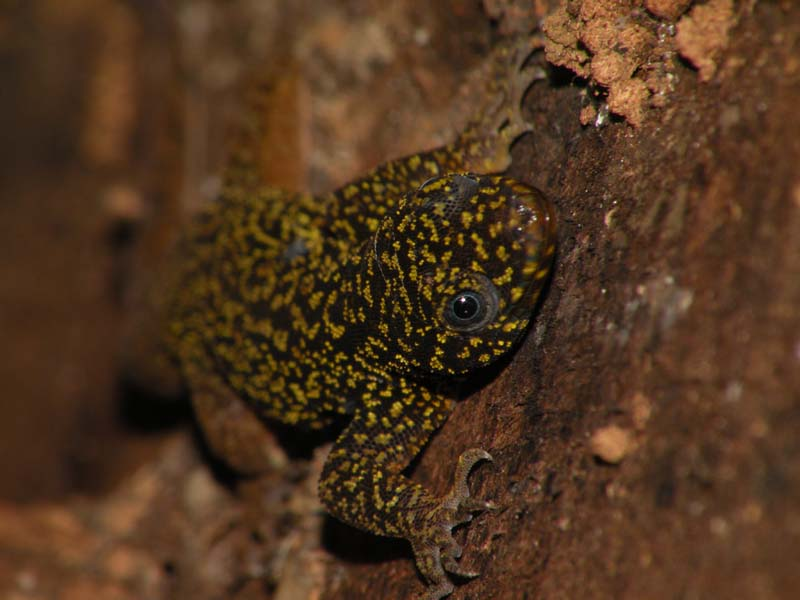